# کایسدونیا
کایسدونیا (به اسپانیایی: Caicedonia) یک سکونتگاه مسکونی در کلمبیا است که در بخش بایه دل کائوکا واقع شده‌است.

## خصوصیات
کایسدونیا ۲۱۹ کیلومترمربع مساحت و ۵۰٬۸۴۲ نفر جمعیت دارد.